# Too Much Pressure
Too Much Pressure is het debuutalbum van de Britse skaband The Selecter. Het werd in februari 1980 uitgebracht op 2 Tone.

## Achtergrond

### Opnamen
The Selecter was van oorsprong een instrumental die al in 1977 werd opgenomen door gitarist Neol Davies, trombonist Barry Jones en drummer John Bradbury; laatstgenoemde sloot zich in 1979 aan bij The Specials en stelde het beschikbaar voor de B-kant van hun debuutsingle Gangsters. BBC-dj John Peel draaide beide kanten van de single waardoor er vraag kwam naar optredens van The Selecter. Naar voorbeeld van The Specials richtte Davies in allerijl een band op met bevriende muzikanten uit de soul- en reggaescene van Coventry.
In oktober 1979 verscheen de eerste eigen single On My Radio en ging The Selecter op tournee met Madness en The Specials (dit was meestal de volgorde van opkomst). De ska-revival die 2 Tone in gang zette was nu officieel een feit; distributeur Chrysalis, dat gelijke winstdeling kreeg, wilde zo snel mogelijk een Selecter-album. De opnamen vonden plaats in december 1979 en januari 1980 in de Horizon Studio in Coventry; Errol Ross nam de productie voor zijn rekening, en Specials-blazers Rico Rodriguez (trombone) en Dick Cuthell (trompet) verleenden de nodige gastbijdragen.
Too Much Pressure is feitelijk een studioversie van de live-set; ska, punk en reggae vermengd met politiek bewuste teksten waarvan twee geschreven door leadzangeres Pauline Black (Black and Blue en They Make Me Mad). Het titelnummer wordt gezongen door co-frontman Arthur 'Gaps' Hendrickson en is steevast de afsluiter bij concerten. Van de covers die de band speelde hebben er drie het album niet gehaald; Train to Skaville van The Ethiopians, Soulful I van The Upsetters (beiden werden opgenomen voor het tweede album Celebrate the Bullet) en Madness van Prince Buster.

### Noteringen
Too Much Pressure zou eigenlijk op 14 februari 1980 uitkomen, maar de releasedatum werd met negen dagen vertraagd. Het album haalde in eigen land de vijfde plaats en werd bekroond met goud (100,000 exemplaren). Too Much Pressure bracht twee singles voort; Three Minute Hero en Missing Words (geremixt door Roger Lomas) haalden respectievelijk de 16e en 23e plaats in de Britse hitlijst, maar waren desondanks successen te noemen.

### Tournee
Ter promotie ging The Selecter op tournee met The Beat en de nieuwe meidenskaband The Bodysnatchers. The Beat had het echter te druk met hun eigen platenlabel Go-Feet en werd na twee data vervangen door Holly & the Italians die zelf wegens gebrek aan succes plaatsmaakten voor 2 Tone-band The Swinging Cats. Een tournee door Amerika, waar het album door Chrysalis was uitgebracht met toevoeging van de single On My Radio, leidde vooral tot airplay op universiteitszenders; zelfde verhaal met The Specials die er eerder dat jaar optraden.

### Vertrek bij 2 Tone
Onndanks het succes van Too Much Pressure besloot The Selecter medio 1980 om 2 Tone te verlaten en rechtstreeks bij Chrysalis te tekenen. De ska-revival was uit de hand gelopen, en de hechte eenheid begon scheuren te vertonen. The Selecter viel in 1981 uiteen, en zou pas tien jaar later weer worden opgericht met Pauline Black als enige constante factor.

### Heruitgaven
In 1988 werd Too Much Pressure heruitgebracht in Duitsland (op vinyl); cd-heruitgaven volgden op 18 juni 2001 en 19 mei 2014 met de bonustracks The Selecter, On My Radio en de single-versie van Too Much Pressure. Amerikaanse heruitgaven op vinyl kwamen er in 2012 (zwart en grijs) en 2016 (wit met zwarte effecten; 589 exemplaren) van het label Obscure Alternatives.
Tussen februari en april 2014 vierde de band het 35-jarig jubileum door het album voor het eerst integraal te spelen, met een uitgebreide toegift van hits en publieksfavorieten uit het algehele oeuvre zoals On My Radio en nummers van het album String Theory uit 2013. De tournee ontving lovende recensies.

## Tracklijst
All nummers zijn geschreven door Neol Davies tenzij anders vermeld.

### Kant A
1. "Three Minute Hero" [3:00]
2. "Time Hard" (aka "Everyday") (Derrick Crooks, Jackie Robinson, George Agard) [3:10]
3. "They Make Me Mad" (Pauline Black, Desmond Brown) [2:47]
4. "Missing Words" [3:22]
5. "Danger" (Selecter) [2:38]
6. "Street Feeling" [3:11]
7. "My Collie (Not A Dog)" (Robert Spencer, Johnny Roberts) [2:45]

### Kant B
1. "Too Much Pressure" [3:48]
2. "Murder" (Leon & Owen) [2:39]
3. "Out On The Streets" [4:28] – niet 3:28 zoals op de meeste releases staat vermeld.
4. "Carry Go Bring Home" (Justin Hinds) [3:02]
5. "Black and Blue" (Pauline Black) [3:17]
6. "James Bond" (Monty Norman) [2:16]

N.B.
- In veel landen is de losse single On My Radio aan het album toegevoegd als het openingsnummer van kant A of kant B (waarbij Three Minute Hero het zevende nummer op kant A is, en They Make Me Mad het derde nummer van kant B).
- Het album werd in 2001 op cd uitgebracht door Captain Mod in 2001 en 2014 met de bonustracks: The Selecter (Neol Davies, John Bradbury) [3:00]; On My Radio (Davies) [3:06]; Too Much Pressure [B-kant versie] (Davies) [2:51].
- Vijf nummers op dit album zijn live-covers: My Collie (Not A Dog) is een herschreven versie van Millie Small's My Boy Lollipop en gaat over cannabis; Murder was oorspronkelijk opgenomen door Leon en Owen; Carry Go Bring Come is een hitsingle van Justin Hinds; Time Hard was oorspronkelijk opgenomen door de Pioneers; James Bond is een skabewerking van het klassieke James Bond-thema van Monty Norman; deze versie werd als eerste opgenomen door saxofonist Roland Alphonso.